# Periodo Protodinastico (Egitto)

Mappa dell'antico Egitto, con il Nilo fino alla quinta cataratta, le maggiori città e siti del periodo dinastico (dal 3150 a.C. al 30 a.C. circa).

Il Periodo protodinastico dell'antico Egitto è la fase storica di transizione tra la fine del Periodo predinastico, che ha principio circa il 3500 a.C. e l'inizio dell'epoca storica con la Prima dinastia, circa il 3150 a.C.
Viene anche denominato Naqada III.
Comprende le prime due dinastie dell'Egitto unificato, tipiche di un conforme contesto storico e con le caratteristiche che svilupperanno la successiva civiltà egizia.
Gli storici ritengono che il Periodo protodinastico sia l'unione di quattro protoregni dell'Alto Egitto, quali Qustul, Ieracompoli, Naqada e Abido dai quali nascerà il protoregno del sud, che controllerà successivamente l'Egitto unificato.

## Periodo Protodinastico, Arcaico, o Tinita (3150-2700 a.C. I - II dinastia)

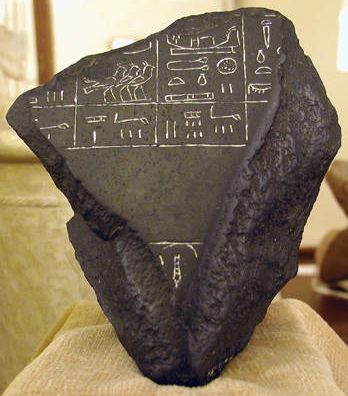
La Pietra di Palermo nei registri riguardanti Khasekhemui

Le prime due dinastie vengono dette anche tinite, dal nome della città di Thinis di cui sarebbero state originarie, città che, in breve, soppianterà, come importanza, quella originaria di Nekhen (Ieracompoli). 
La citta di Thinis venne identificata indirettamente dallo storico Manetone per la provenienza dei primi sovrani della  I dinastia .

### Inizio del Periodo Protodinastico
Già con la dinastia “0” aveva avuto inizio quella che sarà poi una costante nella storia millenaria delle Due Terre: l'avvento, dall'Alto Egitto (a sud), di un principe ambizioso che pone fine a periodi di anarchia con la riunificazione del Paese. 
Così avviene, infatti, nel Periodo Arcaico e la I dinastia, così avverrà con la XVII e XVIII dinastia dopo la dominazione Hyksos.
L'unificazione dell'Alto Egitto a cura di un re predinastico, peraltro ventilata già nella testa di mazza del Re Scorpione, con gli stendardi che rappresentavano città o provincie sottomesse, era sintomatica di poteri centralizzati forti che non esistevano, tuttavia, nel nord del Paese a causa, specialmente, dell'autonomia delle città del delta. 
Su questa situazione di stabilità al sud, si innesta perciò la figura di quello che viene indicato come il primo unificatore delle Due Terre e il primo sovrano della I dinastia: il re Narmer.
La scarsità di documenti sul periodo dell'unificazione non consente di valutare se vi fu passaggio graduale tra la situazione precedente e quella che si venne successivamente a creare, o se tale passaggio avvenne traumaticamente come, del resto, alcuni manufatti del periodo (prima fra tutti la Tavoletta di Narmer) lascerebbero intendere; l'unificazione stessa, perciò, appare documentalmente come un episodio improvviso, il cui verificarsi viene attribuito a un unico re: Meni o Menes.

### Caratteristiche del Periodo Protodinastico
Data l'assenza della scrittura, il cui sviluppo inizia proprio in questo periodo, la ricostruzione storica non può che essere approssimativa così come frammentari sono i riscontri di innovazioni culturali. Le ceramiche perdono, tuttavia, l'aspetto raffinato del periodo predinastico acquisendo sempre più valore utilitaristico, grazie anche all'avvento della ruota del vasaio, essendo sostituite, in campo decorativo, da vasellame in pietra e materiali più sofisticati come il porfido, l'alabastro, la diorite. 
Acquista slancio, di converso, la lavorazione del rame che viene utilizzato anche per la realizzazione di vasi lavorati battendo le lastre su modelli in legno; la Pietra di Palermo menziona, tra l'altro, la realizzazione di statue in rame di Khasekhemui. 
Fanno la loro comparsa la faience costituita essenzialmente da ciottoli di quarzo frantumati, probabilmente provenienti dal deserto libico, che poteva essere fusa, intagliata e modellata, e il papiro, strumento versatile che consente, e consentirà durante la storia dell'Egitto, di tramandare racconti, ma ancor più, specie nella fase embrionale della nascita dello Stato unitario, di trasmettere disposizioni e ordini in maniera semplice e sicura. 
Una sorta di sistema decimale, già esistente in periodo predinastico, acquista ancora maggior rilievo durante il periodo arcaico con funzioni prettamente utilitaristiche connesse alla necessità, dopo le piene nilotiche, di ripristinare i confini resi incerti dai depositi alluvionali. Per quanto attiene alle unità di misura lineare, come peraltro in altre culture coeve, si fa ricorso a misure convenzionali del corpo umano: dito, palmo, piede, braccio; sono note anche misure di capacità i cui primi esempi sono rappresentati nella tomba di Hesire, funzionario del re Djoser, primo della III dinastia. 
Già in periodo Arcaico, infine, si assiste alla nascita di testi di natura divulgativo-scientifica: il Papiro Edwin Smith, che tratta di medicina e un testo teologico che tratta della creazione del mondo da parte del dio Ptah il cui culto, secondo la tradizione, venne istituito a Menfi da Menes/Narmer. 

### I dinastia

#### I dinastia (3150-2925 a.C.)
| Periodo          | Principali re     |
| ---------------- | ----------------- |
| Arcaico o tinita | Narmer/Menes      |
| Arcaico o tinita | Aha               |
| Arcaico o tinita | Djer              |
| Arcaico o tinita | Djet (Edjo Uadji) |
| Arcaico o tinita | Den (Udimu)       |
| Arcaico o tinita | Adjib             |
| Arcaico o tinita | Semerkhet         |
| Arcaico o tinita | Qa'a              |

Secondo Erodoto, che però scrive circa ventisette secoli dopo gli eventi narrati, Menes, quasi unanimemente identificato con Narmer, fu il fondatore delle Mura Bianche, ovvero di una città, Menfi, su un terreno appositamente bonificato nel punto di incontro tra l'Alto e il Basso Egitto. Ciò a voler sottolineare certamente l'intento di creare una capitale unica per il Paese unificato, ma contestualmente di dimostrare la volontà di rendere sane terre che, altrimenti, sarebbero state acquitrinose e malsane.
A lui si dovrebbe, inoltre, un vasto programma di drenaggio delle acque e di sistemi di irrigazione conseguente, peraltro, al notevole incremento demografico dell'area conseguente all'unificazione.
Il ritrovamento nel 1897, a Naqada, a cura di Jacques de Morgan, di una mastaba contenente riferimenti al re Horus Aha, ovvero Horus combattente e alla regina Neithotep, a lungo ritenuta sposa di Menes/Narmer lascia intendere che Narmer, Menes e Aha (quest'ultimo a maggior ragione proprio per l'epiteto combattente) possano essere identificati per la stessa persona; ipotesi convalidata dalla presenza di una placca in avorio intestata ad Aha, ma recante anche un geroglifico interpretabile come Meni.
Ancora alla I dinastia sono da ascriversi sicuri rapporti con paesi dell'area siro-palestinese e, segnatamente con il Libano, condizione ricavabile dal progressivo aumento, nelle tombe dinastiche, di legni provenienti da quella terra.

### II dinastia

#### II dinastia (2925-2700 a.C.)
| Periodo          | Principali re    |
| ---------------- | ---------------- |
| Arcaico o tinita | Hotepsekhemwy    |
| Arcaico o tinita | Raneb (o Neb-Ra) |
| Arcaico o tinita | Ninetjer         |
| Arcaico o tinita | Ueneg            |
| Arcaico o tinita | Senedj           |
| Arcaico o tinita | Peribsen         |
| Arcaico o tinita | Khasekhem        |
| Arcaico o tinita | Khasekhemui      |
| Arcaico o tinita | Ba               |

Scarsi sono i monumenti riferiti alla I così come altrettanto scarsi quelli della II dinastia; tra le due dinastie, peraltro, pare si possano essere instaurati rapporti di rivalità, quasi che la II dinastia si sia sostituita alla I con atti di lotta o guerra civile. È infatti sintomatico che gran parte delle tombe e dei cenotafi della I dinastia siano stati deliberatamente dati alle fiamme e i corredi dispersi o, a loro volta, distrutti con il fuoco, quasi a volerne cancellare l'esistenza. La II dinastia può essere, sia pure impropriamente, definita già "menfita" poiché la capitale viene trasferita nella città del Delta.

#### Lo scisma sethiano
Se con il re Neb-Ra inizia il culto solare di Ra, con uno dei suoi successori, Peribsen, si assiste a un nuovo spostamento della capitale ad Abido e ad una rottura con quello che si era già consolidato come uno dei più importanti titoli dei sovrani: il Nome di Horus che veniva iscritto nel serekh sovrastato dal geroglifico del dio falco. Il nome originario di tale sovrano doveva essere Sekhem-Ib, ovvero Potente di cuore e si ritiene che la sua assunzione al trono, derivata da un colpo di Stato, abbia comportato un vero scisma religioso che va sotto il nome di scisma sethiano. Il nome Peribsen non è, infatti, riportato nelle liste regali, ma ritrovato nella necropoli di Umm el-Qa'ab ove però l'usuale serekh contenente il "nome di Horus", è di fatto sormontato dall'animale di Seth.
Con la scoperta, a cura di Petrie, nella necropoli di Umm el-Qa'ab della tomba del suo successore, Khasekhemui (ovvero Appaiono i potenti scettri), si assiste invece alla risoluzione diplomatica dello scisma sethiano: il serekh di Khasekhemui, infatti, esibisce i due simboli, di Horus e Seth, affrontati ed entrambi con la Corona Doppia. Al nome Khasekhemui, il re aggiunge l'epiteto Neb-wi-hotep-imef e i due nomi affiancati portano a: i due potenti scettri sono sorti e i due Signori sono in pace.
A partire dalla fine della II dinastia, il Nome di Horus venne poi definitivamente ripristinato e una tale condizione di dualità non si ripeterà mai più nel corso della millenaria storia dell'Egitto antico. Sposa di Khasekhemui fu la regina Nimaathap, madre del re Djoser, iniziatore della III dinastia.

### Evidenze archeologiche del periodo
Scarse sono le testimonianze archeologiche sopravvissute alla I dinastia e le poche pervenute sono seriamente danneggiate in conseguenza dei saccheggi subiti da tombe e cenotafi e dell'azione distruttiva posta in essere dai regnanti della II dinastia. 
I reperti esistenti, tuttavia, lasciano intravedere una capacità manuale degli artigiani con splendide rifiniture in legno, avorio, cristallo di rocca e pietre dure, oro e rame. Molteplici e di notevole fattura, in tal senso, monili, specie collane, in faience, pietre dure, scisto, cornalina, lapis lazuli (importato dall'Afghanistan), e il primo esempio noto di tavola per il gioco del senet, con caselle intarsiate e pedine in avorio risalente al re Djer della I dinastia (circa 2900 a.C.).

#### La Tavoletta di Narmer

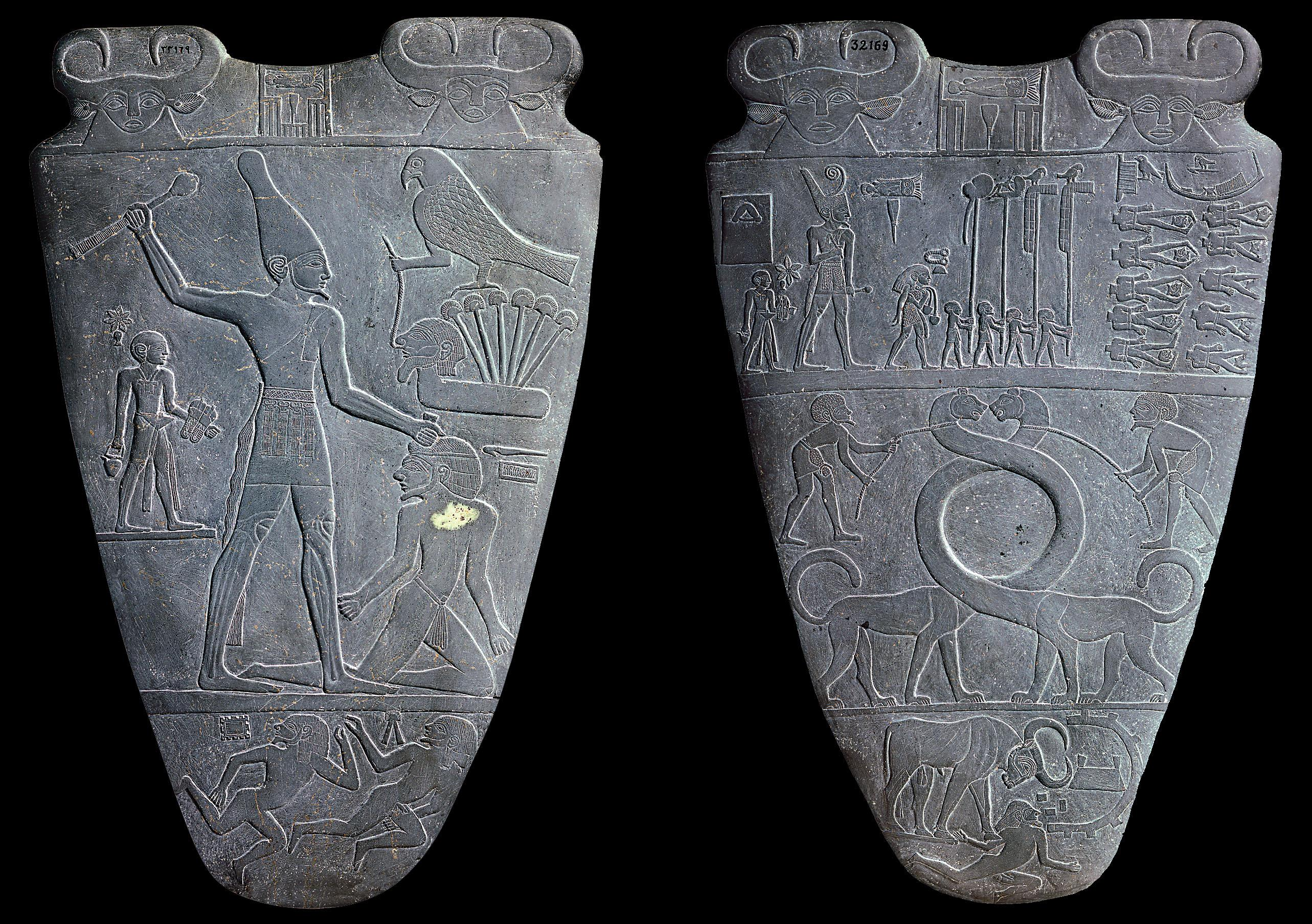
Narmer Palette

Sotto il profilo dell'attività unificatoria di Narmer, viene normalmente citata la Tavoletta di Narmer, una tavola di scisto scolpita che reca, su ambo i lati, la rappresentazione del re. Mentre sul dritto il re indossa la corona dell'Alto Egitto e appare nell'atto di colpire con una mazza un prigioniero, che reca i tratti somatici di un abitante del nord del Paese, trattenuto per i capelli, nel rovescio lo stesso re, in processione o in parata dinanzi ai corpi mutilati dei nemici, indossa la corona del Basso Egitto.
Ciò è stato materialmente interpretato come una sorta di trofeo della guerra civile combattuta da Narmer per l'unificazione delle Due Terre.
A conferma della comune attenzione alle Due Terre, senza apparenti preferenze per nessuna delle due, inizia la consuetudine reale di disporre di due tombe: una, effettiva, nella necropoli di Saqqara e un cenotafio ad Abido. e nasce la “corona doppia”, o composita, che ingloba le corone delle Due Terre.

Una novità precipua di tale periodo, in campo artistico, sono le tavole di ardesia, o scisto, a forma di scudo nonché le teste di mazza da guerra commemorative di battaglie vittoriose che si rifanno, peraltro, a modelli già noti dal Predinastico (come la testa di mazza del Re Scorpione). 
Tra i reperti di tal genere, si annovera la cosiddetta Tavoletta del Campo di Battaglia risalente orientativamente al 3170 a.C., rinvenuta ad Abido ed evocativa di una battaglia vittoriosa contro popolazioni libiche. 
Da Ieracompoli proviene un'altra tavoletta, detta "dei due cani", oggi all'Ashmolean Museum di Oxford, che è, dopo la Tavoletta di Narmer, una delle più complete. Due cani circondano la parte alta della tavoletta sporgendo oltre il bordo, così che sono visibili da entrambi i lati, mentre al centro, sul recto, una scena di animali in caccia tra cui si distinguono leoni, giraffe, antilopi, leopardi, tori; sul rovescio ancora animali e una piastra liscia circondata da animali fantastici dal lungo collo, i cosiddetti serpopardi (simili a quelli riscontrabili sulla Tavoletta di Narmer). 
Ancora tra le tavolette cosmetiche si annovera la Tavoletta della caccia al leone o Tavoletta dei Cacciatori, forse proveniente da Abido, in cui un gruppo di guerrieri cacciano animali selvatici, specie leoni. È interessante che i cacciatori siano palesemente attribuibili a tre differenti tribù, o province, di provenienza, a indicare, quindi, l'esistenza di alleanze.
Scarse sono anche le rimanenze architettoniche del periodo giacché le strutture, religiose o abitative, erano realizzate con materiali leggeri e deperibili (legno, mattoni crudi). Uniche strutture ancora identificabili sono le mastabe, sia relative a tombe che a cenotafi, delle necropoli di Saqqara e Abido. 
Le pareti esterne, a “facciata di palazzo”, ovvero a rientranze e sporgenze a imitazione della porta principale di un palazzo reale fiancheggiata da torri, riscontrabile specialmente nell'area mesopotamica, ha fatto ipotizzare che da tale area sia provenuta l'idea stessa di costruzione architettonica, dapprima in mattoni crudi, poi sostituita dalla pietra. Il fatto poi che le costruzioni fossero ricoperte di latte di calce bianca applicato a imitazione delle stuoie in giunco, ha fatto altresì ipotizzare che originariamente tali strutture fossero in semplice legno ricoperte di tessuto.
Per quanto attiene alla statuaria, normalmente identificabile solo per la grossolanità della fattura (elemento di certo non particolarmente caratterizzante), uno dei rari reperti certamente del periodo è la statua di Khasekhemui, oggi al Museo del Cairo.

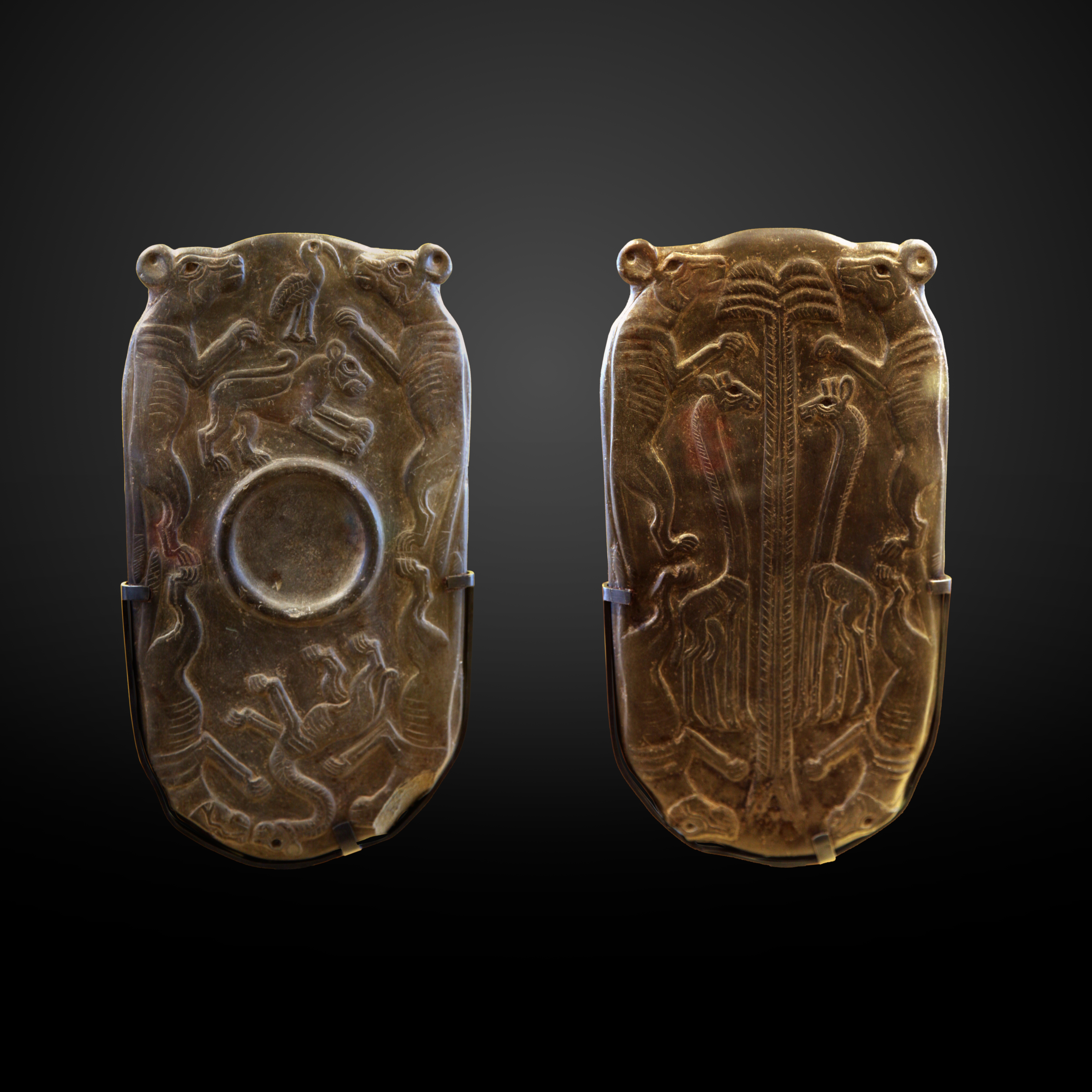
La "tavoletta dei quattro cani", Naqada III, oggi al Louvre
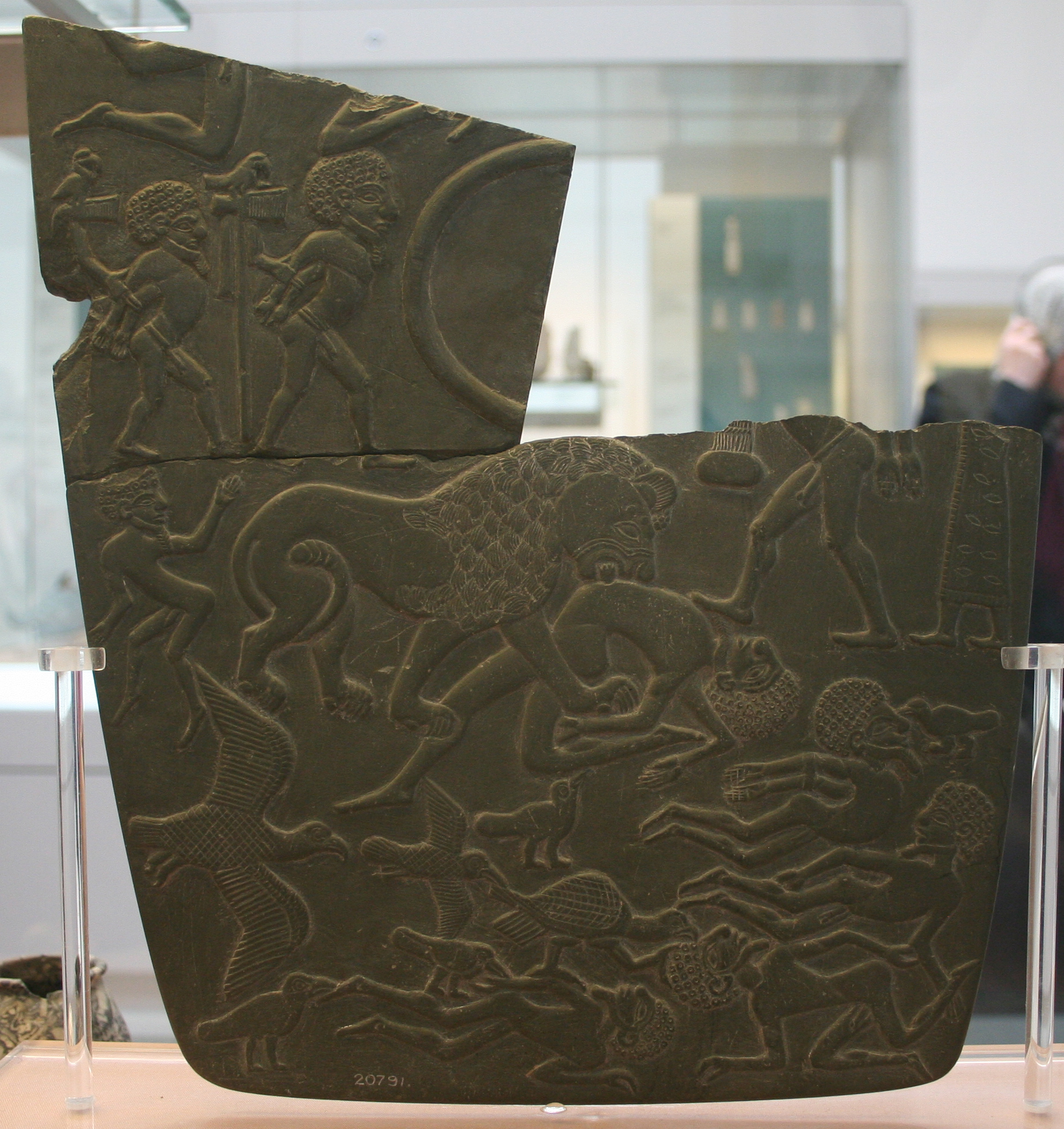
La “tavoletta del Campo di Battaglia”, frammento del British Museum
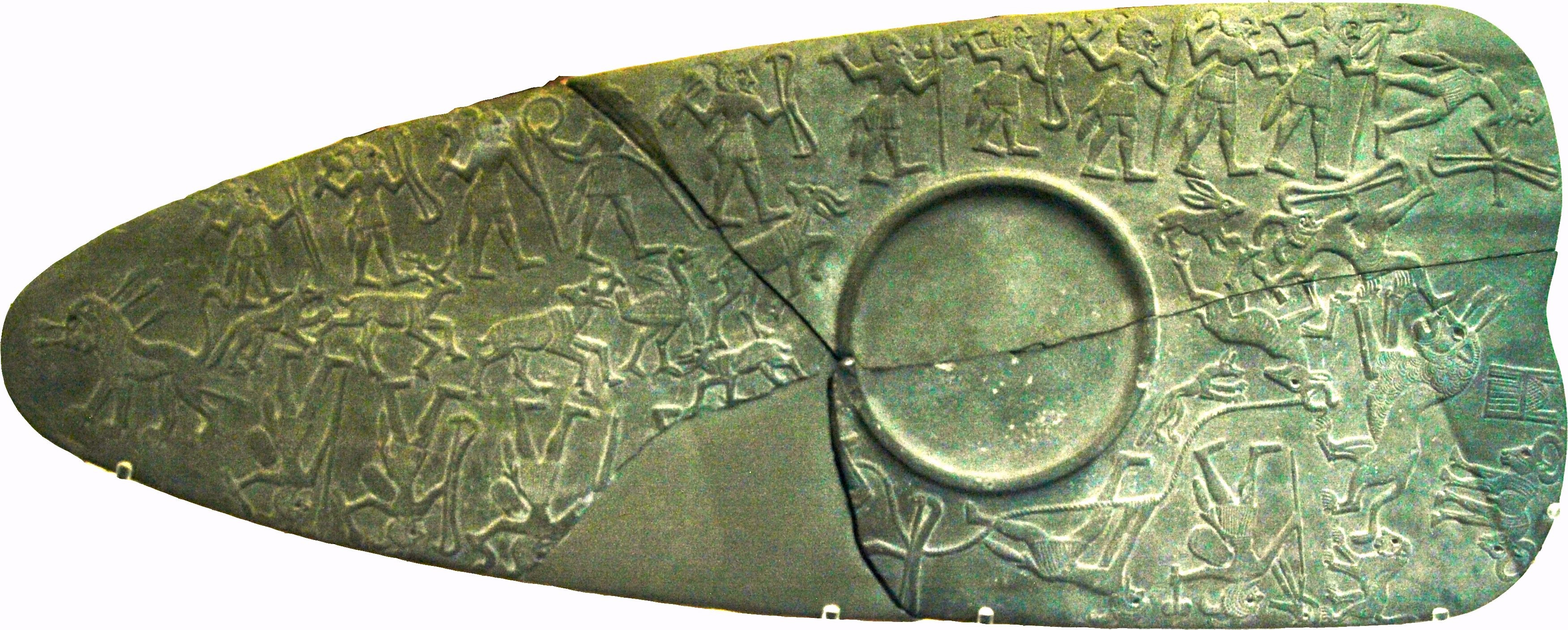
La “tavoletta del Cacciatore”- riunita nelle sue due componenti presso il British Museum il 21 agosto 2008
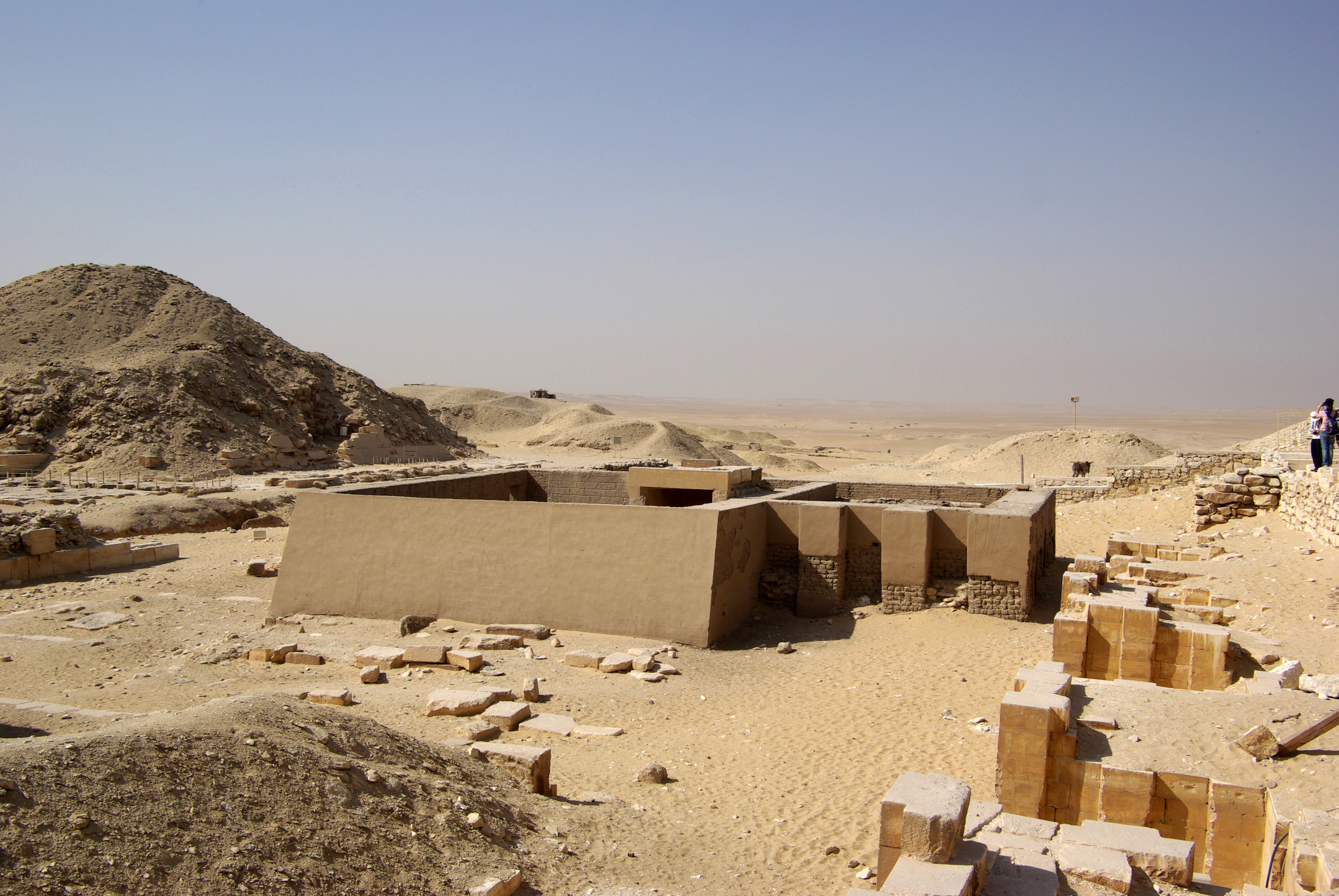
Saqqara, mastaba BW 16 della principessa Idut
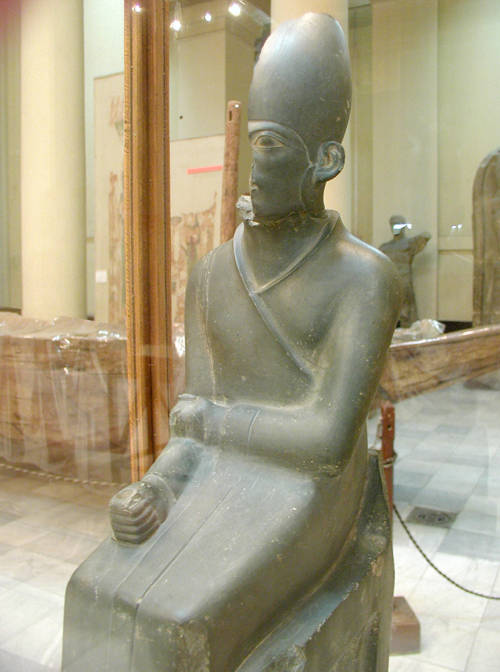
Statua di Khasekhemui in scisto verde, al Museo Egizio del Cairo

### Reperti musealizzati
Museo del Louvre:
- tavoletta dei quattro cani (Naqada III) (cat. E 11052), provenienza sconosciuta, forse Damanhur[23];

Ashmolean Museum Oxford:
- tavoletta dei due cani (cat. E.3924), da Ieracompoli[24];

British Museum, Londra:
- tavoletta del cacciatore (cat. EA20792), provenienza sconosciuta, forse Abido[25][26];

Museo egizio del Cairo:
- tavoletta di Narmer (cat. JE 14716; CG 32169) dal deposito principale del tempio di Horus a Ieracompoli[27]
- tavola da gioco del senet (cat. JE 45038), da Saqqara, tomba di Re Djer[18]
- statua di Khasekhemui (cat. JE 32161)[28]

### Cronologia del Periodo Arcaico (3150-2700 a.C.)
| Data (a.C.) | Dinastia | Usi funerari                                      | Avvenimenti |
| ----------- | -------- | ------------------------------------------------- | --- |
| 3150        | I        | Tombe reali effettive a Saqqara Cenotafi ad Abido | Sviluppo della scrittura armi e utensili in rame |
| 2900        | II       | Democratizzazione delle sepolture                 | Uso della pietra nelle costruzioni e nella statuaria; Tombe private vicine a quelle reali; Contese religiose e politiche; Scisma sethiano di Peribsen; Pacificazione e superamento dello scisma sotto Khasekhemui |

### Annotazioni
1. ↑  Usualmente si tende a indicare genericamente i sovrani dell'Egitto antico con il termine faraone. 

È tuttavia da tener presente che tale termine, derivazione greca da Per-Aa, ovvero Grande Casa, viene adottato solo in tempi relativamente recenti, con la XVIII dinastia e segnatamente con Thutmose III. Tutti i sovrani dinastici precedenti, perciò, dovrebbero essere indicati come re essendo di fatto il nome comune loro assegnato Neter-Nefer, ovvero Buon Dio, o anche solo Neter (Dio). In questa voce si cercherà, perciò, di seguire questa linea, anche se potrebbe essere utile ricorrere talvolta, sia pure impropriamente, al termine più usuale per comodità di scrittura.
2. ↑  Non si esclude che, con il medesimo metodo, fossero prodotti anche vasi in oro, ma nessun esemplare è giunto a noi verosimilmente asportato nei millenni dalle tombe che ne contenevano.
3. ↑  È ipotizzabile che tali statue, al pari dei vasi, fossero realizzate su un'anima in legno su cui venivano martellate lastre di metallo.
4. ↑  Si tratta di una serie di quattordici mastelli in legno, di capacità differente, dotati di un livellatore per la misurazione delle rendite di frumento.
5. ↑  IL Papiro Edwin Smith risale come stesura, in effetti, alla XVI-XVII dinastia, ma elementi intrinseci, come la terminologia arcaica e l'uso di determinati vocaboli, dimostrano che si tratti di una copia di testi molto più antichi forse risalenti all'Antico Regno o al Periodo Arcaico.
6. ↑  Anche in questo caso il nome non appare nelle liste reali note.
7. ↑  Dal nome, nonché dalla diplomatica soluzione dello scisma sethiano, alcuni studiosi hanno voluto individuare proprio in questo re il vero unificatore del Paese.
8. ↑  A Ieracompoli vennero rinvenute una stele spezzata, due coppe in pietra e due statue recanti l'identificativo di un re Horus-Khasekhem. Sulla base di una di tali statue è riportata una rozza incisione rappresentante nemici uccisi riportandone il numero in 47.209; se da un lato si è portati a identificare Horus-Khasekhem con lo stesso Khasekhemui, non esiste alcuna certezza che non si sia, invece, trattato di chi si oppose militarmente all'usurpatore Peribsen in una vera e propria guerra civile, la cui risoluzione sarebbe poi stata definitivamente sancita dall'avvento al trono di Khasekhemui o dalla modifica del nome che potrebbe aver perso il riferimento a Horus in segno di pacificazione sancita dai due animali teolofori affrontati sul serekh.
9. ↑  Questi manufatti vengono generalmente indicati come tavolette cosmetiche perché simili, sia pure in grandi dimensioni, a quelle piccole impiegate per mescolare, appunto, i cosmetici.
10. ↑  La tavoletta è anche nota come “Tavoletta degli avvoltoi”, “delle giraffe” o “dei leoni”; spezzata in tre parti principali, è proprietà, dell'Ashmolean Museum di Oxford, del British Museum di Londra e del Museo di Lucerna.
11. ↑  

La tavoletta richiama, nella struttura, un altro analogo manufatto, la Tavoletta dei quattro cani, oggi al Louvre, risalente al periodo Naqada II.
12. ↑  La tavoletta, spezzata in due parti, è nella disponibilità del British Museum di Londra, e del Louvre di Parigi.
13. ↑  la forma tipica delle pareti, più larghe alla base, che danno alla costruzione la tipica forma tronco-piramidale rastremata verso l'alto, deriverebbe (Cyril Aldred, p. 40) dal ricordo delle originarie pareti in cannicci ricoperti di fango. Il peso stesso del fango lo faceva slittare verso il basso causando, così, un ispessimento della base del muro rispetto alla sommità. Tale particolarità estetico-architettonica si perpetuerà per tutta la storia dell'Egitto.
14. ↑  Un'idea della facciata di palazzo è ricavabile dal serekh, il simbolo della titolatura regale sovrastato dal falco, che inquadrava il nome di Horus del re, che simboleggia un palazzo, reale, appunto, visto sia in pianta (parte alta che contiene il geroglifico reale) che in alzato (la parte più bassa).

### Fonti
1. ↑  Maurizio Damiano-Appia, Dizionario enciclopedico dell'antico Egitto e delle civiltà nubiane, pag. 216
2. ↑  Franco Cimmino, Dizionario delle dinastie faraoniche, pag. 29
3. ↑  The National Geographic Society, La grande storia - I primi faraoni, pag. 16.
4. ↑  Edda Bresciani, Grande enciclopedia illustrata dell 'antico Egitto, pag.276
5. ↑  Aldred 1966, p. 61.
6. 1 2  Aldred 1966, p. 64.
7. ↑  Aldred 1966, p. 68.
8. 1 2  Aldred 1966, p. 70.
9. ↑   James Henry Breasted, The Special Edition Of The Edwin Smith Surgical Papyrus, Division of Gryphon Edition , p. 28, The Classic of Medicine Library, 1984.
10. ↑  Erodoto da Alicarnasso (V secolo a.C.), Storie, libro II –Euterpe-.
11. ↑  Iorwerth E. S. Edwards, The early dynastic period in Egypt, The Cambridge Ancient History, Cambridge, Cambridge University Press, 1971, p. 13
12. 1 2 3  Aldred 1966, p. 62.
13. ↑   Mario Tosi, Dizionario enciclopedico delle divinità dell'antico Egitto, Torino, Ananke, 2006,  p. 356, ISBN 88-7325-115-3.
14. ↑  Ovvero il geroglifico che conteneva il Nome di Horus sovrastato dal falco
15. ↑  Mario Tosi, Dizionario Enciclopedico delle Divinità dell'Antico Egitto, Vol. I, Ananke, 2004, p. 52.
16. ↑  Tosi, 2004, p. 52
17. ↑  Cyril Aldred, Arte dell'Antico Egitto, Milano, Rizzoli, 2002, p. 36.
18. 1 2  AAVV, 2001, I tesori dell'Antico Egitto nella collezione del Museo Egizio del Cairo) pp. 36 e 581.
19. ↑  Alan Gardiner, La civiltà egizia, Milano, Einaudi, 1961, riedizione 1985, pp. 54, 357, 358 et al.
20. 1 2  Aldred 1966, p. 63.
21. ↑  Aldred 2002, pp. 40 e sgg.
22. ↑  Aldred 2002, p. 40.
23. ↑  Fotografia ad alta risoluzione: http://xoomer.virgilio.it/francescoraf/hesyra/palettes/4dogs-big.jpg
24. ↑  http://www.ashmolean.org/ashwpress/talkingobjects/if-ancient-egypt-had-instagram/
25. ↑  http://www.britishmuseum.org/research/collection_online/collection_object_details.aspx?objectId=116961&partId=1
26. ↑  Fotografia ad alta risoluzione: http://xoomer.virgilio.it/francescoraf/hesyra/palettes/hunters.htm
27. ↑  Fotografia ad alta risoluzione: recto http://xoomer.virgilio.it/francescoraf/hesyra/palettes/narmerp.jpg ; rovescio http://xoomer.virgilio.it/francescoraf/hesyra/palettes/narmerp1.jpg
28. ↑  http://xoomer.virgilio.it/francescoraf/hesyra/Khasekhemui.htm

### Storia
- Edda Bresciani, Grande Enciclopedia Illustrata Dell'Antico Egitto, Ed. De Agostini, 2005, ISBN 88-418-2005-5
- Maurizio Damiano-Appia, Dizionario enciclopedico dell'antico Egitto e delle civiltà nubiane, Ed. Mondadori, 1996, ISBN 88-7813-611-5
- Franco Cimmino, Dizionario delle dinastie faraoniche, Ed. Bompiani, 2003, ISBN 88-452-5531-X
- The National Geographic Society, La grande storia - I primi faraoni, Ed. RBA Italia S.r.l., 2014, ISSN 2283-3943
- AA.VV., L'antico Egitto di Napoleone, Mondadori, 2000
- Alan Gardiner, La civiltà egizia, Torino, Einaudi, 1961, ISBN 88-06-13913-4. (orig. Egypt of the Pharaohs, Oxford University Press, 1961)
- Brian Fagan, Alla scoperta dell'antico Egitto, Roma, Newton & Compton, 1996, ISBN 88-8183-286-0. (orig. The Rape of the Nile: Tomb Robbers, Tourists, and Archaeologists in Egypt, Charles Scribner's Sons, New York, 1975)
- Edda Bresciani, Sulle rive del Nilo. Sulle rive del Nilo. L'Egitto al tempo dei faraoni, Bari, Laterza, 2000.
- Cyril Aldred, Gli Egiziani - tre millenni di civiltà, Roma, Newton & Compton, 1966, ISBN 88-8183-281-X. (orig. The Egyptians, Thames and Hudson, London, 1961)
- Cyril Aldred, Christiane Desroches Noblecourt et al., I faraoni - il tempo delle piramidi, Rizzoli, 1979
- Cyril Aldred, Christiane Desroches Noblecourt et al., I faraoni - l'impero dei conquistatori, Rizzoli, 1980
- Cyril Aldred, Christiane Desroches Noblecourt et al., I faraoni - l'Egitto del crepuscolo, Rizzoli, 1981
- Nicolas Grimal, Storia dell'Antico Egitto, traduzione di G. Scandone Matthiae, Bari, Laterza, 2002,  p. 619, ISBN 978-88-420-5651-5.
- Sergio Donadoni, L'Egitto, Torino, UTET, 1982, ISBN 88-02-03571-7.

### In inglese
- (EN)  Flinders Petrie, A history of Egypt, from the earliest times to the XVI th Dinasty, Methuen & Co., London, 1897
- (EN)  Flinders Petrie, A history of Egypt, Vol. I, Methuen & Co., London, 1897
- (EN)  Flinders Petrie, The arts & crafts of ancient Egypt, T.N. Foulis, Edinburgh & London, 1909
- (EN)  Flinders Petrie, Ten years' digging in Egypt (1881-1891) , Fleming H. Revell Co., New York & Chicago, 1891
- (EN)  Flinders Petrie, Tools and Weapons, British School of Archaeology in Egypt, 1917
- (EN)  Flinders Petrie, Naqada and Ballas, Bernard Quaritch, London, 1896
- (EN)  Flinders Petrie, Hyksos and Israelite Cities, Bernard Quaritch, London, 1906
- (EN)  Iorwerth E. S. Edwards, The early dynastic period in Egypt, The Cambridge Ancient History, Cambridge, Cambridge University Press, 1971